# Петалай (Грама Ніладхарі)
Грама Ніладхарі Петалай (№ 205B) — Грама Ніладхарі підрозділу ОС Коралай-Патту, округ Баттікалоа, Східна провінція, Шрі-Ланка.

## Демографія
| Населення (2007) | Населення (2007) | Населення (2007) | Населення (2007) | Населення (2007) |
| Населення        | Чоловіки         | Жінки            | Діти             | Дорослі          |
| ---------------- | ---------------- | ---------------- | ---------------- | ---------------- |
| 2912             | 1370             | 1542             | 1112             | 1800             |